# (16006) 1999 BJ9
1999 بي جاي 9 (ويعرف أيضًا باسم (16006) 1999 بي جاي 9 وفق تسمية الكوكب الصغير) (بالإنجليزية: 1999 BJ9)‏ هو كويكب ضمن حزام الكويكبات؛ وترتيبه 16006 من حيث الاكتشاف.
اكتُشف هذا الجُرم الفلكي بواسطة كورادو كورليفيتش في 22 يناير 1999.

## وصلات خارجية
- (16006) 1999 BJ9 في قاعدة بيانات مختبر الدفع النفاث لأجرام النظام الشمسي الصغيرة

- الاكتشاف · مخطط المدار ·  العناصر المدارية · المعلمات المادية

- (16006) 1999 BJ9 على موقع ويكي سكاي: DSS2, SDSS, GALEX, IRAS, Hydrogen α, X-Ray, Astrophoto, Sky Map, Articles and images